# Мечикашу
Мечикашу (рум. Măcicașu) — село у повіті Клуж в Румунії. Входить до складу комуни Кінтень.
Село розташоване на відстані 336 км на північний захід від Бухареста, 12 км на північ від Клуж-Напоки.

## Населення
За даними перепису населення 2002 року у селі проживали 275 осіб.
Національний склад населення села:
| Національність | Кількість осіб | Відсоток |
| -------------- | -------------- | -------- |
| румуни         | 221            | 80,4%    |
| угорці         | 54             | 19,6%    |

Рідною мовою назвали:
| Мова      | Кількість осіб | Відсоток |
| --------- | -------------- | -------- |
| румунська | 221            | 80,4%    |
| угорська  | 54             | 19,6%    |